# Les Origines du totalitarisme
Les Origines du totalitarisme (titre original : en anglais : The Origins of Totalitarianism) est un ouvrage d’Hannah Arendt dont la première édition fut publiée en 1951.
Il se compose de trois tomes :
1. Antisemitism (L’Antisémitisme), publié en français en 1973 sous le titre Sur l’antisémitisme ;
2. Imperialism (L’Impérialisme), publié en français en 1982 ;
3. Totalitarianism (Le Totalitarisme), publié en français en 1972 sous le titre Le Système totalitaire.

Le mot totalitarianism exprime l'idée que la dictature ne s'exerce pas seulement dans la sphère politique, mais dans toutes, y compris les sphères privée et intime, quadrillant toute la société et tout le territoire.

## Résumé

### Sur l’antisémitisme
Hannah Arendt analyse dans ce livre l’émergence de l’antisémitisme politique, à la fin du XIXe siècle, inédit par rapport aux sentiments antijuifs qui le précédaient. Elle détaille le rôle joué par l’émergence des États-nations modernes et l’émancipation des Juifs. Selon elle, l’assimilation des Juifs a exigé d’eux qu’ils soient « exceptionnels » : la fin de siècle a transformé le judaïsme, religion et nationalité, à caractères collectifs, en judéité, à caractère de naissance, personnel. Pour l’homme du Moyen Âge, le judaïsme était un crime – à punir – alors que pour l’homme du début du XXe siècle, la judéité est un vice – à exterminer. Cela préfigure l’antisémitisme et la Shoah.
Arendt conclut son livre par une analyse de l’affaire Dreyfus, qui est selon elle le point de départ de l’antisémitisme moderne ; elle considère que la France avait « 30 ans d’avance » sur la question juive.

### L’Impérialisme
« Impérialisme ne signifie pas construction d’un empire, et expansion ne signifie pas conquête ».
Hannah Arendt analyse l’impérialisme, ce mouvement d’expansion des puissances européennes à partir de 1884, qui aboutit à la Première Guerre mondiale.
« L’impérialisme doit être compris comme la première phase de la domination politique de la bourgeoisie, bien plus que comme le stade ultime du capitalisme » : l’auteur relie le début de la période impérialiste à un état dans lequel l’État-nation n’était plus adapté au développement capitaliste de l’économie. La bourgeoisie, consciente de cette faiblesse, commença à s’intéresser aux affaires politiques, pour assurer le maintien de la création de richesses. « L’impérialisme naquit lorsque la classe dirigeante détentrice des instruments de production s’insurgea contre les limites nationales imposées à son expansion économique ».
Elle fait la distinction avec les conquêtes du passé (« conquête » et « expansion » sont deux termes opposés dans l’ouvrage), impériales au sens premier du terme : pour la première fois, des puissances ont fait des conquêtes sans vouloir exporter leurs lois et leurs coutumes dans les régions conquises – voire en appliquant des lois qui seraient jugées inacceptables sur leur propre sol. C’est le premier coup porté à l’État-nation et à la démocratie, les premières graines du totalitarisme.
Arendt démontre également que la pensée raciale et la bureaucratie, deux piliers du totalitarisme, ont été construits pour servir l’expansion impérialiste.
Dans l’avant-dernière partie du livre, Arendt analyse le pendant continental de l’impérialisme : les mouvements annexionnistes, soit le pangermanisme et le panslavisme, qui alimenteront par la suite les totalitarismes hitlérien et stalinien.
Le livre se conclut par une réflexion sur les droits de l’homme et l’apatridie, conçue comme un moyen de contagion du totalitarisme : les apatrides, personnes hors du droit, forcent les États de droit à les traiter comme le feraient les États totalitaires qui les ont déchus de leur nationalité, car les droits de l’homme ont été reliés dès le départ à la souveraineté nationale, donc à la nationalité.

### Le Système totalitaire
Arendt dégage les caractéristiques propres du totalitarisme. Pour Arendt, le totalitarisme est avant tout un mouvement, une dynamique de destruction de la réalité et des structures sociales, plus qu’un régime fixe. Un mouvement totalitaire est « international dans son organisation, universel dans sa visée idéologique, planétaire dans ses aspirations politiques ». Le régime totalitaire, selon Arendt, trouverait sa fin s’il se bornait à un territoire précis, ou adoptait une hiérarchie, comme dans un régime autoritaire classique : il recherche la domination totale, sans limites.

## Éditions
- Consulter la liste des éditions de cette œuvre

Éditions en anglais
- The Origins of Totalitarianism, 3 volumes, Harcourt Brace & Co., New York, 1951
- 2e édition augmentée, Meridian Books, New York, 1958
- 3e édition, Harcourt Brace & World, New York, 1966
- 4e édition avec préfaces inédites, Harcourt, Brace, Jovanovich, New York, 1973

Édition en français la plus récente
- Sur l’antisémitisme, traduction par Micheline Pouteau (1973) révisée par Hélène Frappat, Le Seuil (collection « Points / Essais », n° 360), 2005  (ISBN 2-02-086989-6)
- L’Impérialisme, traduction par Martine Leiris (1982) révisée par Hélène Frappat, Le Seuil (collection « Points / Essais », n° 356), 2006  (ISBN 2-02-0798905)
- Le Système totalitaire, traduction par Jean-Louis Bourget, Robert Davreu et Patrick Lévy (1972) révisée par Hélène Frappat, Le Seuil (collection « Points / Essais », n° 307), 2005  (ISBN 2-02-0798905)

### Étude
- Claude Lefort, Hannah Arendt et le totalitarisme in L’Allemagne nazie et le génocide juif, Gallimard/Le Seuil, (Colloque de l’École des hautes études en sciences sociales), 1985; p.660-682.